# Dove Dale
Dove Dale är en dal i Storbritannien.   Den ligger i riksdelen England, i den södra delen av landet, 210 km nordväst om huvudstaden London.